# ليدي أوسكار
ليدي أوسكار أو زهرة فيرساي (بالإنجليزية: The Rose of Versailles) (باليابانية: ベルサイユのばら) هي سسلسلة مانغا ياباني، من تأليف ورسم ريوكو إكيدا. نُشرت في الأصل في مجلة مارغريت المتخصصة بمانغا الشوجو لدار النشر شوئيشا، من عام 1972 إلى عام 1973، ونُشرت نسخة جديدة من السلسلة في المجلة من عام 2013 إلى عام 2018. تحكي دراما تاريخية تدور أحداثها في فرنسا في القرن الثامن عشر قبل الثورة الفرنسية وأثناءها. باستخدام مزيج من الشخصيات التاريخية والشخصيات الخيالية، تركز القصة بشكل أساسي على حياة امرأتين: ملكة فرنسا ماري أنطوانيت، وأوسكار فرانسوا دي جارجايس، التي تعمل قائدًا للحرس الملكي.
ابتكرت إيكيدا "زهرة فرساي" كقصة عن الثورة والانتفاضات الشعبية بعد انضمامها إلى اليسار الجديد في اليابان كعضوة في الحزب الشيوعي الياباني أواخر ستينيات القرن الماضي. طُوّرت السلسلة خلال فترة انتقالية هامة في تاريخ مانغا الشوجو كوسيلة أدبية، اتسمت بظهور قصص ذات سرديات معقدة تُركز على السياسة والجنس. حققت "زهرة فرساي" نجاحًا نقديًا وتجاريًا كبيرًا، وبحلول عام 2022، تجاوزت مبيعاتها 23 مليون نسخة حول العالم. ساهمت السلسلة بشكل كبير في تطوير مانغا الشوجو، وكانت من الأعمال الرئيسية المسؤولة عن تحولها من نوع أدبي موجه للأطفال إلى نوع أدبي موجه للمراهقين والشباب.
أنتجت زهرة فرساي امتيازًا إعلاميًا، حيث تم تكييفها إلى مسلسل أنمي تلفزيوني أنتجته شركة طوكيو موفي شينشا واخراج أوسامو ديزاكي، بث على تلفزيون نيبون خلال موسم 1979-1980، وفيلم حي عام 1979 من إخراج جاك ديمي، وسلسلة من المسرحيات الموسيقية، وفيلم أنمي عام 2025 من إنتاج مابا.

## القصة
تدور أحداث القصة حول ملكة فرنسا الشابة ماري أنطوانيت، إلا أن السلسلة تركز لاحقًا على أوسكار فرانسوا دي جارجايس، التي نشأة كرجل منذ ولادتها بسبب والدها الجنرال العسكري لكي تخلفه في قيادة الحرس الملكي في قصر فرساي. يخدمها صديقها (وحبيبها لاحقًا) أندريه جراندييه، حفيد مربيتها.
في عام 1770، بدأت أنطوانيت علاقة غرامية مع الكونت السويدي أكسل فون فيرسن، والتي أصبحت موضوعًا للقيل والقال والفضيحة في جميع أنحاء البلاد، وأضرت بسمعة أنطوانيت. بعد عشر سنوات، غادر فون فيرسن أوروبا للقتال في حرب الاستقلال الأمريكية، بدأت أنطوانيت المنهكة في الإنفاق ببذخ على المجوهرات والملابس لصرف انتباهها عن غيابه. أدى إنفاقها إلى إغراق البلاد بالديون، بينما زادت قضية قلادة الألماس عام 1784 ومكائد دوقة بولينياك الماكرة من تفاقم المشاعر العامة تجاه النظام الملكي.
في هذه الأثناء، بدأت أوسكار تُدرك كيف تُحكم فرنسا، فتتعاطف مع الفقراء. ومع اقتراب اندلاع الثورة الفرنسية، تترك أوسكار الحرس الملكي لتنضم إلى فوج الحرس الفرنسي. يموت أندريه وهو يُقاتل إلى جانب أوسكار مع الثوار والفوج خلال مناوشة مع الجيش، وتموت أوسكار في اليوم التالي، وهي تقود الثوار خلال اقتحام سجن الباستيل. بعد ثلاث سنوات، أسر الثوار أنطوانيت والعائلة المالكة. وبعد محاكمتها أمام المحكمة الثورية، حُكم على أنطوانيت بالإعدام بالمقصلة.

## الشخصيات
- ماري أنطوانيت

هي الشخصية الرئيسية في المانغا، بينما في الأنمي هي البطلة الثالثة بعد أوسكار وأندريه. تزوجت من الدوفين عندما كانت في الرابعة عشرة من عمرها، لتوطيد التحالف بين جده لويس الخامس عشر ووالدتها، الإمبراطورة ماريا تيريزا من النمسا. بعد زواجها، أدركت أن مدام دو باري، عشيقة الملك لويس الخامس عشر، تعارضها. فزعت الأميرة مما سمعته عن دو باري، فقررت ألا تتحدث معها أبدًا. في هذه الأثناء، التقت بالكونت فون فيرسن، الذي أصبح حبيبها.
مدام دو باري، التي تُدبّر دائمًا مكائد ضد ماري أنطوانيت وأوسكار، تُلبّي رغبتها في أن تُرحّب بها. بعد وفاة لويس الخامس عشر، أُجبرت مدام دو باري على مغادرة فرساي وأُرسلت إلى دير. بعد عدة خلافات مع زوجها، بدأت ماري أنطوانيت تشعر بالوحدة. يعود فيرسن، الذي غادر فرنسا بناءً على نصيحة أوسكار. فتنتشر شائعات حول الملكة والكونت، فيغادر فيرسن مجددًا. تصادق ماري أنطوانيت المكتئبة دوقة بولينياك. تؤدي هذه الصداقة إلى سقوطها.
- أوسكار فرانسوا دي جرجايس

الأبنة السادسة للجنرال جرجايس
فتاة تربت كالفتيان، بسبب رغبة والدها بأن يخلفه ابنه في منصبه ولكنه لم يرزق إلا بالبنات لهذا ربى أوسكار كالفتيان، تربت على الفروسية ومهارات القتال والمبارزة على السيف منذ نعومة أظفارها
فتاة جمعت المتناقضات فبرغم قوتها وشجاعتها واقدامها إلا أنها تحمل قلبًا رقيقًا دافئًا وحنونًا
قد تراها باردة جامدة لاتبالي ولكنها بداخلها تحمل قلبا يحترق ودما حارا يتأثر بما حولها
نرى هذا بتفاعلها مع الشعب برغم كونها من النبلاء، في الوقت الذي يمرح ويلهو النبلاء تفكر هي بمصير الشعب وتغضب لحالهم
أقرب الناس لها صديق طفولتها «أندريه» الشخص الوحيد الذي يفهمها ويدرك ما تفكر به دون أن تتكلم، الوحيد الذي يوجهها بعقلانية حين تتمرد على الأوامر وتعاند والدها وهي لا تجد أي غضاضة بالاعتماد عليه، وهو الوحيد القادر على الحد من تهورها
أوسكار أشبه بشلال هادر بقوتها وهيبتها، ولكنها أيضا تميزت بجمال فاتن اسر الجميع لرقتها وصفاء روحها ونقاءها
يمكنها أن تكون صارمة حادة وحازمة عند الشدائد، وبرغم كونها شبت كالرجال إلا أنها تحمل قلبا عطوفا وحنونا ويظهر هذا بتعاملها مع «روزالي» و «جوزيف» ابن ماري انطوانيت
وهو دليل على رقة قلب أوسكار (وردة فيرساي).. فعلا إنها وردة..
المرأة التي لا تستطيع أن تتعامل مع الأطفال لا تستحق أن تكون امرأة.. وأوسكار أثبتت أنها أنثى رقيقة بكل ما تحمل هذه الكلمة من معنى.
- أندريه جراندييه

أندريه الفتى ذو السبع سنوات يصل إلى قصر آل جرجايس ليعيش تحت رعاية جدته المربية ناني بعد فقدانه لوالديه في سن مبكرة، استقدمه الجنرال جرجايس ليكون مرافق لأبنته أوسكار «التي تصغره بسنة» ورفيقها في التدريب على المبارزة وفنون القتال وركوب الخيل وليكون بجوراها لحمايتها عند الحاجة فبرغم كونها أنشاها كفتى إلا أنه يدرك انها فتاة وتحتاج لوجود رجل إلى جوارها، أندريه هو رفيق طفولة أوسكار ولم يفارقها لحظة واحدة حتى قُتل ومات أمام عيني أوسكار
أندريه الشاب الهاديء العقلاني، مرح وذو شعبية، يحمل قلبا طيبا وصادقا ومستعد للدفاع عمن يحب دون أدنى تردد وهو ما نراه حين لم يتردد بالتضحية ببصره من أجل أوسكار، يجيد المبارزة كأوسكار وركوب الخيل، وهي وسيلته المفضلة لإخراج أوسكار من حالة الإحباط أو الغضب في مرات عديدة، وهو الوحيد الذي حالة الصراع الداخلي عند أوسكار كيف تقرر عيش حياتها كرجل أم تعود إلى أصلها وتعيش كامرأة
مشاعره تتطور ناحية أوسكار من مجرد صديقة طفولة ورفيقة التدريب إلى الإعجاب ثم الحب العميق الذي استمر لأكثر من عشرين عامًا إلى أن أدركت أوسكار هذا، إثنين فقط من المقربين له أدركوا معاناته جدته ناني التي كانت تخاف عليه لأنها تعلم أنه ليس من النبلاء ولا يحق له أن يحب أوسكار، وصديقه المقرب آلاين الذي حاول اثناءه وابعاده عن أوسكار في البداية إلا أنه أدرك مقدار حبه العميق لأوسكار فوقف إلى جانبه وشجعه وسانده
أندريه كان له تأثير كبير في الأحداث وفيما بعد في الثورة الفرنسية
برغم أن الأحداث أنتهت بموت أندريه إلا أنه كان محظوظا لأن كوفيء على صبره ومعاناته بصمت بأن عادت إليه أوسكار
- هانز أكسل فون فيرسن

هو أرستقراطي سويدي وسيم يأتي إلى بلاط فرساي وينخرط في قصة حب محظورة مع الملكة ماري أنطوانيت. يُكشف لاحقا في القصة أن أوسكار لديها أيضًا مشاعر قوية تجاه فيرسن.
- روزالي لامورليير

روزالي فتاة قنوعة وبسيطة وطيبة ولاتهتم للمظاهر أو الترف، كانت كالأخت الصغرى لأوسكار
روزالي فتاة فقيرة تعيش مع أمها وأختها جين، تعمل طوال النهار من أجل أمها المريضة «نيكول لاموريل Nicole La Morielle» في الوقت الذي تمضي فيه أختها جين الوقت في اللهو واللعب في أحياء باريس، تتحمل المسؤلية كاملة بعد أن تترك جين المنزل وتعجز أمها عن العمل، في أحد الأيام وروزالي عائدة لمنزلها تأتي إحدى الجارات لتخبرها أن أمها غادرت المنزل وصدمتها عربة إحدى النبيلات تذهب مسرعة لها، تجد أمها في لحظاتها الأخيرة وترفض السيدة النبيلة الاعتذار لها أو مساعدتها «السيدة هي الكونتيسة بوليناك»، وقبل أن تلفظ أمها أنفاسها الأخيرة تخبرها أنها ليست ابنتها الحقيقية بل ابنتها بالرضاعة وأن أمها الحقيقية هي زوجة أحد النبلاء وتدعى «مارتين غابرييل» وقد أحضرتها إليها وهي طفلة رضيعة لتعتني بها
هنا تقرر روزالي الانتقام لأمها التي ربتها فتقرر الذهاب إلى فيرساي بعد دفن أمها ورغم أن برنارد شاتليه يعرض عليها المساعدة «كان أحد الشهود على قتل الكونتيسة بوليناك لأمها» إلا أنها ترفض وتتخذ طريقها نحو فيرساي
وبالخطأ تصل لقصر أوسكار وفي نفس اللحظة التي تهبط فيها أوسكار من العربة برفقة أمها وأندريه تهجم روزالي على أم أوسكار محاولة قتلها ظنا منها أنها الكونتيسة التي قلت أمها التي ربتها ولكن أوسكار توقفها بضربة واحدة، وحين تعرف القصة تقرر أوسكار العناية بروزالي وتدريبها بل وجعلتها فردا من عائلة جرجايس
روزالي تعجب بشخصية أوسكار الواثقة والقوية وتتعلق بها لدرجة أنها تغار من ماري أنطوانيت وتغضب كلما ذهبت أوسكار لماري أنطوانيت، فيما بعد تنضج أكثر
تكتشف فيما بعد أن من قتلت أمها هي الكونتسية بوليناك المقربة من ماري أنطوانيت، وتمنعها أوسكار من قتلها وتخبرها أنها لم تدربها لتنتقم بل أرادت لها أن تنسى، وتبدأ أوسكار بمساعدة أندريه بالبحث عن أم روزالي الحقيقية وتكون الصدمة هائلة حين تعرف أن أمها هي الكونتيسة بوليناك وأن لها أخت أخرى تدعى شارلوت في ال11 من عمرها
لكنها تقرر أن تعيش حياتها بهدوء مع أوسكار وأندريه وبعيدا عن النبلاء، إلى أن تجبرها الكونتيسة بوليناك على العيش معها بعد انتحار اختها شارلوت وتفعل ذلك لمصلحة أوسكار ويكون الوداع مؤثر فكل منهما «أوسكار وروزالي» متعلقتين ببعض
وفيما بعد تترك أمها وتعود إلى أحياء باريس وتعيش مع إحدى صديقات أمها التي ربتها، تلتقي ببرنارد عن طريق أوسكار ويتزوجان وتنضم معه إلى الثورة الفرنسية
تحزن حزنا شديدا لموت أندريه ثم اوسكار لأنهما أقرب الناس لها وهما من أعتنيا بها وساعدها وكانا سبب لقاءها بزوجها برنارد
هناك حقيقة تاريخية وهي أن روزالي هي الفتاة التي أعتنت بماري أنطوانيت في الليلة الأخيرة قبل أعدامها «أعدام بولينات طبعا»، وقد اخذت المؤلفة إيكيدا هذه الشخصية وصنعت لها حياة مؤثرة وجعلتها مؤثرة بالأحداث بعبقرية حقيقية
- آلاين دي ساسون

قوي شجاع مبارز لا يشق له غبار مخلص ساخر لأبعد الحدود، أحد رجال الفرقة ب من الحرس العام التي تلتحق بها أوسكار فيما بعد، يلتقي بأندريه في اليوم الذي يتعرض أندريه لصدمة حين يضعف بصره بشدة ويكاد يفقد حتى عينه السليمة ويشعر بأنه قد يفقد أوسكار، يطلب منه أندريه أن يلتحق بالفرقة ب بعد أن علم أن أوسكار ستترك الحرس الخاص وتلتحق بالحرس العام
منذ البداية يشعر ألاين أن هناك شيء بين أوسكار وأندريه، فيحذر ألاين أندريه من اعلام الآخرين أنه كان خادما لدى عائلة من النبلاء لأن الحرس العام من الشعب ويكرهون النبلاء
يساند أندريه طوال الوقت ويكون من أخلص أصدقاءه
علاقته بأوسكار تتطور من الكراهية إلى الصداقة، في البداية يرفض الانصياع لأوسكار فهي ليست فقط من النبلاء بل أمرأة أيضا ومن العار أن يتلقى الأوامر من أمرأة، لكن أوسكار تكسب مبارزة بينها وبين أحد جنود الفرقة «ألاين يرفض المبارزة لأنه لايريد رفع سيفه بوجه أمرأة» فيضطر للانصياع للأوامر لكن يبقى لامبالي بها ولا ينفذ أوامرها حرفيا،
- برنارد شاتليه

صحفي وسياسي في جريدة باريس والذراع اليمنى لروبسبير أحد قادة الثورة الفرنسية، شخصية مهمة في أحداث أندلاع الثورة الفرنسية...واثق من مبادئه ومن أرائه، مسيطر على ذاته فيهدأ عند لزوم الهدوء ويغضب ويعلن رأيه في الوقت الذي يتوجب عليه الحراك. يتزوج من روزالي بعد أن يتعرف كل منهما على الأخر عن طريق أوسكار
صديق لكل من أندريه وأوسكار، طريقة تعرفه بهما مميزة وهو يخفي سر عظيم
ساعد أوسكار في تخليص 13 جندي من جنود الفرقة ب ومن بينهم آلاين من حكم الإعدام حين قاد 3 آلاف شخص من عامة الشعب لمحاصرة السجن فأصدرت ماري أنطوانيت عفوا عن أوسكار ورجالها
بعد أنتهاء الثورة بعدة سنوات يقرر مع روزالي تأليف كتاب عن الثورة وأهم الشخصيات فيها ويخصص جزء كبير من الكتاب عن أوسكار وأندريه ويلجأ لألاين ليساعده في ذلك

## الحلقات
عدد حلقات مسلسل ليدي أوسكار 40 حلقة مدة كل حلقة حوالي 21:45
1. أوسكار. قدر الوردة
2. الفراشة النمساوية. تطير
3. شرارة فيرساي
4. وردة. نبيذ. ومؤامرة
5. كرامة الدموع
6. ملابس الحرير والملابس الخشنة
7. من الذي كتب الرسالة الغرامية
8. أوسكار في قلبي
9. المغيب والشروق
10. الجميلة الشريرة. روزالي
11. الأراضي الشمالية
12. أوسكار في صباح المبارزة
13. انتظار الرد
14. سر الملاك
15. كونتيسة الكازينو
16. الأم …. اسمها؟
17. وقت اللقاء
18. المفاجئة
19. وداعاً أختي
20. وداع فيرسن
21. الوردة السوداء تزهر في الليل
22. العقد المشئوم ذو البريق اللامع
23. الخداع القاسي
24. الوداع الدامي
25. الرقصة الرومانسية ذات الحب الغير متبادل
26. أريد رؤية الفارس الأسود
27. حتى لو لم ارَ النور...؟
28. الاعترافات
29. رفقة النبلاء
30. أنت الضوء.. و.. أنا ظله
31. أزهار الثكنات
32. مقدمة العاصفة
33. جرس الجنازة يقرع في الغسق
34. ساحة المعركة
35. لن تغيبي اوسكار
36. ساعة الوداع
37. ليلة النذور العاطفية
38. أمام بوابة القدر
39. ابتسامة تختفي للأبد
40. الوداع حبيبتي أوسكار

## أصوات الدبلجة العربية
- سعاد جواد - أوسكار
- مسافر عبد الكريم - أندريه
- عصمت محمود - ماري أنطوانيت
- فلاح هاشم جنرال جرجايس
- جاسم النبهان - ألاين - جيروديل
- طارق عبد اللطيف - فيرسن
- مها المصري - روزالي
- حسين البدر - برنارد
- علي محمد ابراهيم - لويس السادس عشر
- سناء التكمجي - جين بالو

## وصلات خارجية
- ليدي أوسكار على موقع ANN manga (الإنجليزية)

معلومات عن مسلسل الإنمي ليدي أوسكار.